# Maymena roca
Maymena roca är en spindelart som beskrevs av Léon Baert 1990. Maymena roca ingår i släktet Maymena och familjen Mysmenidae.
Artens utbredningsområde är Peru. Inga underarter finns listade i Catalogue of Life.